# الدورة 32 للجنة التراث العالمي
الدورة الثانية والثلاثين للجنة التراث العالمي انعقدت في الفترة ما بين 2 يوليو وحتى 10 يوليو من العام 2008، وذلك في مدينة كيبك بكندا.

## الأعضاء
- أستراليا
- البحرين
- باربادوس
- البرازيل
- كندا
- الصين
- كوبا
- مصر
- إسرائيل
- الأردن
- كينيا
- مدغشقر
- موريشيوس
- المغرب
- نيجيريا
- بيرو
- كوريا الجنوبية
- إسبانيا
- السويد
- تونس
- الولايات المتحدة